# Бурозубочьи
Бурозубочьи (лат. Soricinae) — одно из подсемейств млекопитающих семейства Землеройковые. В отличие от белозубок, у этих млекопитающих кончики зубов окрашены в бурый цвет. Водятся они преимущественно в Северной Америке, Европе и северной Азии.
В природе у подсемейства бурозубок эмаль зубов армирована пигментами железа. Что позволяет зубам быть прочнее и меньше стачиваться. Содержание железа в зубах делает их цвет чёрно-красным. По-английски бурозубки зовутся краснозубыми землеройками (red-toothed shrew).
- Кротовые белозубки (Anourosorex)
- Американские короткохвостые бурозубки  (Blarina)
- Азиатские короткохвостые бурозубки  (Blarinella)
- Азиатские водяные белозубки   (Chimarrogale)
- Короткоухие бурозубки (Cryptotis)
- Пустынная бурозубка (Megasorex gigas)
- Перепончатолапая землеройка (Nectogale elegans)
- Куторы, водяные землеройки (Neomys)
- † Средиземноморские землеройки (Nesiotites)
- Серые бурозубки (Notiosorex)
- Бурозубки (Sorex)
- Азиатские бурозубки (Soriculus)